# Косенко, Александр Петрович
Александр Петрович Косенко (укр. Олександр Петрович Косенко; род. 18 января 1970, Днепропетровск) — украинский мини-футболист, главный тренер национальной и молодёжной сборных Украины по мини-футболу. Под руководством Косенко сборная Украины по мини-футболу завоевала бронзовую медаль на чемпионате мира 2024 года в Узбекистане.

## Биография
Александр Косенко родился 18 января 1970 года. Окончил среднюю школу с серебряной медалью, получил высшее образование. Воспитанник футбольной школы «Днепр-75» (Днепропетровск).
Начал профессиональную карьеру в 1993 году. Выступал за украинские клубы «Механизатор» Днепропетровск, «Локомотив» Одесса, «Надежда-Запорожкокс» Запорожье, «Шахтёр» Донецк, «Будивел» Днепропетровск и «Планета-Мост» Киев), а также за российский клуб «Альфа» Екатеринбург. В качестве игрока стал пятикратным чемпионом Украины, обладателем кубка страны. Лучший игрок чемпионата Украины в 1997 и 1998 году. Обладатель Кубка России 2001 года, а также Кубка обладателей кубков 2002.
За сборную Украины выступал с 1995 года. На протяжении многих лет являлся капитаном национальной сборной. В составе сборной — дважды вице-чемпион Европы, участник чемпионата мира 2004 года. Входит в пятёрку лучших бомбардиров национальной сборной за всю историю. Помимо этого, является чемпионом мира среди студентов 1998 года, а также бронзовым призёром студенческого чемпионата мира 1996 года.
Начал тренерскую работу в 2010 году в любительской команде «Выбор» (Днепропетровск). В 2013 возглавил львовскую «Энергию», с которой дважды выиграл Кубок Украины (2013 и 2014 годы), а также привёл команду к бронзовым (2013) и серебряным (2014) медалям Экстра-лиги чемпионата Украины.
В 2014 году возглавил сборную Украины.